# راي كولينز
راي كولينز (بالإنجليزية: Ray Collins) هو لاعب كرة قاعدة وسياسي أمريكي، ولد في 11 فبراير 1887 في كولشستر في الولايات المتحدة، وتوفي في 9 يناير 1970 في برلينغتون في الولايات المتحدة. انتخب عضو مجلس نواب فيرمونت.

## روابط خارجية
- راي كولينز على موقع دوري كرة القاعدة الرئيسي (الإنجليزية)
- راي كولينز على موقعبيزبول رفرنس.كوم (الدوري الرئيسي) (الإنجليزية)
- راي كولينز على موقعبيزبول رفرنس.كوم (الدوري الثانوي) (الإنجليزية)
- راي كولينز على موقع قاعة فيرمونت للمشاهير الرياضية (الإنجليزية)